# پرینوش صنیعی

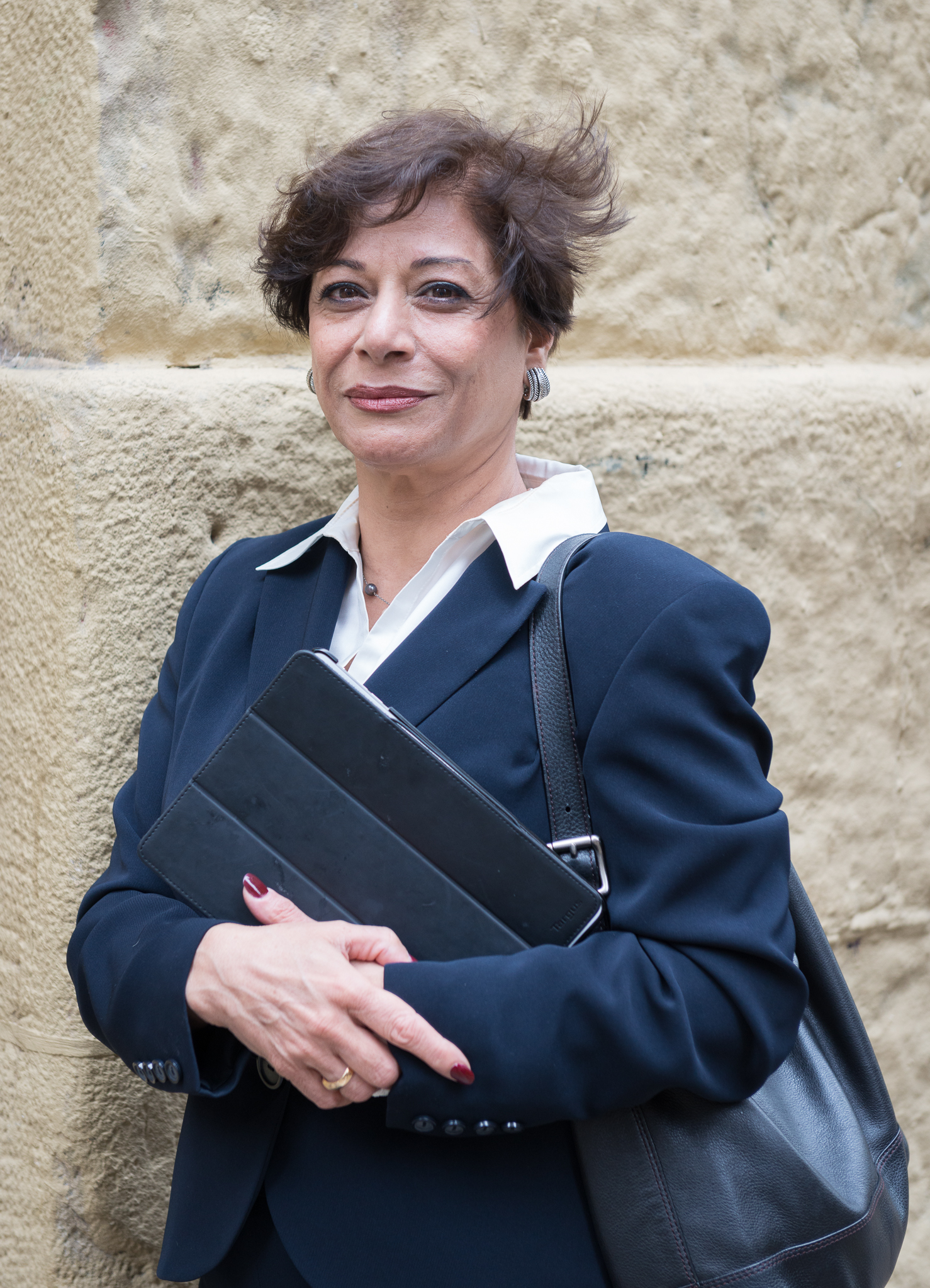
نگاره‌ای از پرینوش صنیعی، نویسنده ایرانی - ۲۰۱۵

پرینوش صنیعی در سال ۱۳۲۸ در تهران متولد شد. دیپلم ادبی را از دبیرستان رضا شاه کبیر و لیسانس روان‌شناسی و فوق لیسانس روان‌شناسی تربیتی (با تخصص مشاوره و راهنمایی) را از دانشگاه تهران دریافت کرد و دوره‌های تخصصی متعددی در زمینه‌های آموزش و مدیریت در ایران، فیلیپین و آمریکا گذراند در سال ۱۳۵۰ به استخدام مرکز آموزش مدیریت دولتی درآمد ودر پستهای مختلف از کارشناسی ارشد تا مسئول اجرای دوره‌های مدیریت عالی و ارزشیابی دوره‌های آموزشی خدمت کرد سپس در سال ۱۳۶۲ به عنوان مدیرواحد تحقیقات و پژوهش در شورای عالی هماهنگی آموزشهای فنی و حرفه ای کشور مشغول به کار شد. در نهایت در سال ۱۳۷۲ با بازنشستگی او بر اساس طرح بازنشستگی زود رس بانوان به شرط ادامه همکاری به عنوان مشاور و مجری طرحهای تحقیقاتی موافقت شد.
از او مقالات متعددی در نشریات تخصصی، جزوات آموزشی وچند گزارش تحقیقی به چاپ رسیده‌است.
پرینوش صنیعی اولین رمان خود (سهم من) را بر اساس یکی از پروژه‌های تحقیقی اش به صورت رمان نوشت. که تا کنون به بیش از ۲۴ زبان ترجمه شده. اولین ترجمه آن به زبان ایتالیایی در سال ۲۰۱۰ موفق به دریافت جایزه بوکاچیو به عنوان بهترین کتاب خارجی سال شد و ترجمه اسپانیایی آن در سال ۲۰۱۵ در سن سباستین جایزه (اسکادی د پلاتا) را به عنوان بهترین کتاب خارجی سال دریافت کرد و نسخه انگلیسی آن با ترجمه سارا خلیلی از سوی مجله بین‌المللی ادبیات جهان "World Literature Today"به عنوان یکی از ۷۵ اثر برتر ادبیات حهان در سال ۲۰۱۳ برگزیده شد.
دومین کتاب او به نام " پدر آن دیگری " در سال ۱۳۸۳ به چاپ رسید. بر مبنای داستان این کتاب فیلمی به همین نام توسط یداالله صمدی ساخته شد که در دهمین جشنواره بین‌المللی فیلم کودک هند در دو بخش بهترین فیلمنامه و بهترین بازیگر کودک برنده جایزه شد. این کتاب نیز تا کنون به بیش از۱۲ زبان مختلف ترجمه و چاپ شده‌است.
کتاب سوم با نام " رنج همبستگی " بود که انتشار آن پس از چاپ دوم بنا به درخواست نویسنده متوقف گردید. کتاب چهارم با نام " آنها که رفتند و آنها که ماندند" یا "جمع پریشان " از سال ۱۳۸۶ در وزارت ارشاد اسلامی در انتظار مجوز برای چاپ است که هنوز صادر نشده‌است.

## رمان‌ها
- سهم من (۱۳۸۲)، برنده «جایزه بین‌المللی بوکاچو» (نشر روزبهان)[۱]
- پدر آن دیگری (نشر روزبهان)[۲]
- رنج همبستگی (نشر روزبهان) (داستان زندگی لاله و لادن، دوقلوهای به هم چسیبده)